# Éreutophobie
 Mise en garde médicale
L'éreutophobie (le mot, formé par la juxtaposition des mots grecs ἔρευθος, éreuthos (rougeur) et φόβος, phóbos (peur, effroi), peut également s'orthographier éreuthophobie, et est synonyme d'érythrophobie) est un trouble anxieux caractérisé par une crainte obsédante de rougir en public. Ce trouble fait partie des phobies sociales.
Les individus qui en souffrent rougissent facilement, ce qui les gêne dans leurs rapports sociaux, notamment parce qu'ils ont peur que leur rougissement soit remarqué et interprété faussement. De plus, essayer de contrôler le rougissement ne mène souvent qu'à l'accentuer encore plus. Souvent les individus éreutophobes se mettent alors, petit à petit, à éviter les situations à risque, c'est-à-dire la plupart des situations sociales, et peuvent finir par avoir une vie sociale quasiment inexistante.

## Fréquence
Il n'existe pas d'enquête scientifique, ni en France ni dans d'autres pays, permettant de connaitre précisément la prévalence de l'éreutophobie dans la population. On sait cependant que la phobie sociale touche 5 à 7 % des adultes, et qu'environ 20 % d'entre eux ont peur de rougir en public. Ceci conduit donc à penser qu'environ 1 % de la population souffre d'éreutophobie. En réalité, ce taux est probablement plus élevé dans les tranches d'âges adolescentes et adultes jeunes (15-35 ans), et moins après 35 ans. Les personnes consultant pour éreutophobie sont autant des hommes que des femmes (Pelissolo et al., 2011). 

## Origines
Certains individus rougissent très facilement pour causes biologiques (c'est le système nerveux sympathique qui est impliqué dans le rougissement). Cette tendance est maximale à l'adolescence, puis diminue progressivement avec l'âge. L'éreutophobie concerne donc surtout des individus âgés de 15 à 40 ans, mais elle peut parfois persister après 40 ans. Le processus essentiel est une hyper-conscience de soi, liée à l'anxiété et/ou à des traits psychologiques particuliers (manque de confiance en soi, importance excessive accordée au regard de l'autre et à l'apparence physique, hypersensibilité à la honte, etc).
Dans le rougissement, les sujets souhaitent « ne pas montrer » aux autres, et dans certains cas, ne pas se montrer à eux-mêmes qu'ils sont « touchés », touchés dans leur sensibilité ou, selon l'explication la plus fréquente que ces sujets se donnent à eux-mêmes, qu'ils souhaitent ne pas se montrer « faibles ». Or, ce souhait - inconscient - d'adaptation échoue car aucune attitude « parfaite » n'est possible, qui permettrait d'échapper au jugement de l'autre. Cet échec est vécu comme une honte qui accentue le stress ainsi que d'autres tentatives d'adaptation aussi illusoires. Des facteurs socio-culturels sont aussi impliqués : assimilation du rougissement à la culpabilité, au désir, à la féminité, etc.
Il semble exister deux formes d'éreutophobie : une peur de rougir survenant chez des personnes timides et ayant d'autres peurs sociales (phobies sociales classiques), et une peur apparaissant plus tardivement, chez des personnes non timides, mais ayant une susceptibilité particulière au rougissement et développant secondaire et rejet [non sens] et une obsession de ce signe d'émotivité considéré comme un signe de faiblesse. 
L'hypothèse d'un facteur génétique a été posée dans la tendance à rougir, avec une étude allemande retrouvant un lien entre cette tendance et un gène de la sérotonine, mais il n'est pas en cause dans l'éreutophobie elle-même.
Il existe également des hypothèses provenant de la psychologie évolutionniste (transmission de comportement par les effets de la sélection naturelle) qui suggèrent que les rougissements ont un rôle d'apaisement utile en situation de conflit, afin de montrer à l'autre que l'on ne cherche pas le combat, et que l'on reconnaît avoir commis une faute et/ou être en situation d'infériorité. D'où possiblement l'assimilation du rougissement à un signe de faiblesse, comme le fait de baisser les yeux devant l'autre.

## Diagnostic et évaluation
Même si les signes et la définition de l'éreutophobie sont relativement simples et caractéristiques, d'autres troubles psychologiques peuvent y ressembler en partie (dépressions, autres phobies, etc.). Il est donc très recommandé de consulter un spécialiste, médecin ou psychologue, pour confirmer le diagnostic et ensuite conseiller le meilleur traitement. Il existe par ailleurs une échelle de mesure créée par l'équipe du Pr Pelissolo, le QES (Questionnaire d'Éreutophobie de la Salpêtrière), validée par une étude scientifique,, qui permet d'estimer le degré de sévérité du trouble. Le score de cette échelle varie entre 0 et 24. Une note supérieure à 6 indique l'existence d'une éreutophobie, et supérieure à 12 une éreutophobie sévère. Cette échelle peut servir à suivre l'évolution de la pathologie dans le temps, notamment lors d'un traitement.

## Traitement

### Les psychothérapies
Les psychothérapies sont les traitements les plus utiles, et notamment la psychothérapie cognitivo-comportementale (TCC). Elles permettent au sujet de comprendre les mécanismes de son anxiété, de mieux accepter ses émotions, de s'affirmer auprès des autres, de se décentrer de son rougissement et de le dédramatiser, et ainsi de diminuer les rougissements et surtout de ne plus en souffrir. Une grande partie du travail en TCC consiste à entraîner son attention, afin de pouvoir mieux la contrôler en situation de stress, ce qui réduit les rougissements. Plusieurs études scientifiques ont montré que les TCC étaient efficaces spécifiquement contre l'éreutophobie,. 
Les psychothérapies d'inspiration analytiques visent à mettre au jour les souhaits inconscients consistant à « être imperturbable », à « camoufler sa sensibilité », à montrer « bonne figure », notamment pour être accepté par les autres, être aimé, être adulé etc., voire pour éviter d'être rejeté. La mise au jour de ces souhaits irréalistes aide le travail de désillusion consistant à accepter la réalité d'être touché, avec toutes les conséquences que cela comporte. Ce travail de désillusion permet aussi d'éviter au sujet de développer des stratégies d'adaptation visant à « être parfait devant l'autre ».
[réf. nécessaire]

### Les médicaments
La prise de bêta-bloquants (ponctuellement) ou d'antidépresseurs (traitement de fond) peut être une solution envisageable si l'anxiété est très forte et invalidante. Il est préférable alors de suivre une thérapie pour pouvoir obtenir des changements durables et ainsi arrêter le traitement dans un second temps.

### L'opération chirurgicale
Pour les cas les plus extrêmes, une sympathectomie est parfois envisagée pour tenter d'arrêter physiquement les rougissements, mais cette solution comporte les risques de toute intervention chirurgicale et des effets secondaires (augmentation de la transpiration). Neuf études existent sur l'effet de la chirurgie par sympathectomie sur l'éreutophobie, totalisant 1.369 patients. 84 % des patients étaient totalement satisfaits de l'opération, 7 % regrettaient l'intervention. L'hyperhidrose compensatrice survenait chez plus de 70 % des gens opérés.

### Médecines alternatives et complémentaires
L'hypnose permet parfois de guérir en quelques séances en travaillant sur les mécanismes inconscients qui génèrent l'émotion dans le contexte en cause, mais aucune étude scientifique n'a démontré cette efficacité.